# Cholet (arquitetura)

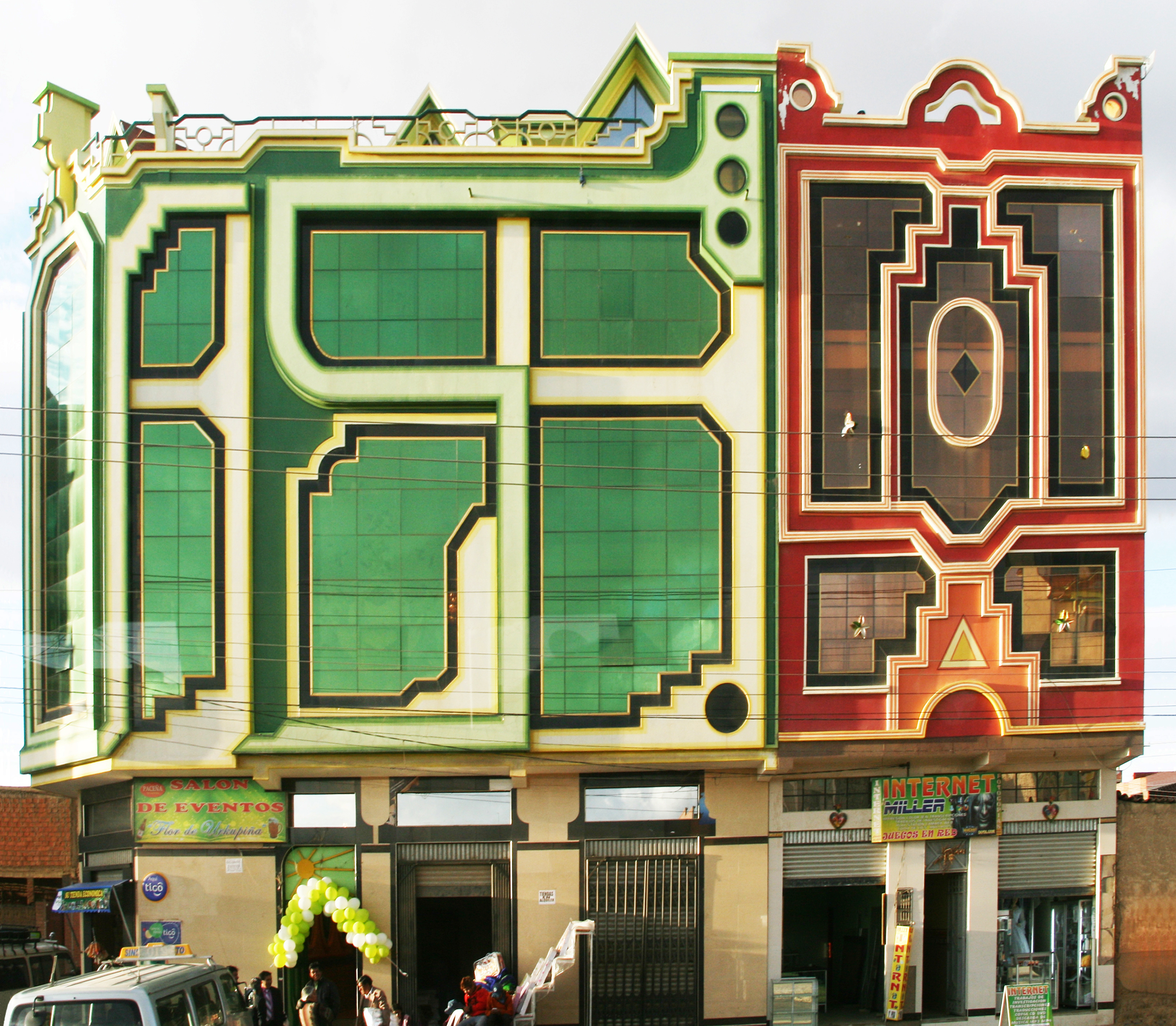
Cholet em El Alto.

Arquitetura cholet é a denominação que recebem os edifícios pertencentes a um estilo arquitetônico andino desenvolvido na Bolívia. Também recebe outras denominações, como nova arquitetura andina ou arquitetura cohetillo. O termo foi originado pela combinação das palavras "cholo" e chalet.

## Características
Normalmente, os cholets são edifícios de 3 a 7 andares, destinados tanto ao uso comercial quanto a moradias, sendo que no último andar é construído um chalé. O cholet é geralmente habitado pelo proprietário do imóvel. Este tipo de construção começou a aparecer na zona norte de La Paz, e em Cochabamba, sendo muito presente na cidade de El Alto, sendo muitos deles desenho do arquiteto Freddy Mamani.
As construções deste estilo são caracterizadas pelo uso de cores e figuras geométricas. Essa arquitetura é inspirada nas cores dos aguayos. Os aguayos são tecidos que as mulheres aimará usam de diversas maneiras.

## Contexto
Historicamente, a cidade de El Alto recebeu migrações de milhares de camponeses originários do interior da Bolívia. Mais de cinquenta anos de crescimento estimularam a formação de uma nova burguesia aimará.